# تابع (بيولوجيا)
التابع (بالإنجليزية: Satellite)‏ هو شبه فيروس مكون من حمض نووي يشترط لتكاثره العدوى المشتركة للخلية المضيفة بفيروس مساعد أو رئيسي.